# حول العالم في ثمانين يوما (رسوم متحركة)
حول العالم في ثمانين يوما مسلسل رسوم متحركة أمريكي يتكون من 16 حلقة عرض لأول مرة بين عامي 1972-1973 وتمت دبلجة المسلسل للغة العربية .

## روابط خارجية
- حول العالم في ثمانين يوما على موقع IMDb (الإنجليزية)
- حول العالم في ثمانين يوما على موقع كينوبويسك (الروسية)
- حول العالم في ثمانين يوما على موقع قاعدة بيانات الفيلم (الإنجليزية)

- The theme song in YouTube.